# CSM
CSM（英語：Certified Scrum Master，Certified為認證之義），是Scrum軟體開發中的認證，是由Scrum Alliance所認證，此一認證需理解Scrum開發的精神，並且可以實踐及應用Scrum。Scrum Master是Scrum團隊內的角色之一，Scrum Master的角色是幫助團隊成員，以正確方式使用Scrum，並且整合團隊。Scrum工作者的認證除了CSM外，還有認證的Scrum產品負責人（CSPO）。
要獲得CSM認證，是由Scrum Alliance認證的Scrum培訓師（CST）進行兩天（16小時）的指導與授證，學員還需通過一小時的線上測驗，通過考試後，才能取得認證。
對想要從事Scrum的專案管理人員而言，CSM 是一個很好的入門級證書。取得CSM認證並不能保證能夠變得精通Scrum，公司有了有CSM認證的人之後，仍需要花時間進行全面的思維和文化轉變。